# 水戸市民球場
水戸市民球場（みとしみんきゅうじょう）は、茨城県水戸市見川町の水戸市総合運動公園内にある野球場。施設は水戸市が所有し、水戸市スポーツ振興協会が指定管理者として運営管理を行っている。
2018年6月、ネーミングライツを募集し、水戸市に本社を置く住宅メーカーのノーブルホームが命名権を獲得して「ノーブルホームスタジアム水戸」となっている（契約期間は2029年3月31日まで）。

## 歴史
1980年3月竣工。以来茨城のアマチュア野球の聖地として使用されている他、ひたちなか市民球場が完成するまではプロ野球公式戦も幾度か開催された。現在もイースタン・リーグ（二軍）公式戦が年数回開催されている。2008年まで高円宮杯マクドナルドトーナメント主会場として使用されていた。
1994年シーズン中に、スコアボードがパネル式から磁気反転式に改修された。
2017年8月の全国高校野球茨城大会の終了後から、2018年にかけて全面改修が行われた。主な改修点としては、
1. メインスタンドの耐震補強・屋根の付け替え
2. 外野スタンド改修
3. スコアボード改修（磁気反転式からフルカラーLEDに改修）・スピードガン装置の設置
4. グラウンド拡張（両翼100m、中堅122m）[2]

2019年の国体の会場となるほか、将来的なプロ野球公式戦誘致を念頭に置いており、この期間中の県大会は土浦市営球場（J:COMスタジアム土浦）などで代替するとしている。
2018年6月30日にリニューアルオープン。命名権募集で水戸市内の住宅メーカーノーブルホームがこれを取得し、新名称は「ノーブルホームスタジアム水戸」となった。この日には栃木県の作新学院を招き、県立水戸商業、常総学院との間で完工記念試合が開催された。
ベースボール・チャレンジ・リーグで2019年からリーグ戦に参加する茨城アストロプラネッツが公式戦を開催している。
2020年9月8日に千葉ロッテマリーンズが対北海道日本ハムファイターズの1軍公式戦を当球場にて開催する予定であることが2019年7月29日に同球団から発表された。しかし、新型コロナウイルスの感染拡大を受け、2020年6月に開催予定だった富山市民球場アルペンスタジアムと共に同年度の地方開催を断念することを同年4月13日に発表した。なお、千葉ロッテが水戸で公式戦を行うのは前身球団の大毎オリオンズが1959年5月9日に対阪急ブレーブス戦を堀原運動公園野球場（茨城県営野球場）で開催して以来61年ぶりであり、1軍公式戦としては1992年4月25日に開催された日本ハムファイターズ対オリックス・ブルーウェーブ戦以来28年ぶりになる予定だった。2021-23年度もコロナ感染拡大により水戸での公式戦の延期は基から実現しなかった。
2022年7月、野球殿堂博物館と日本野球機構、全日本野球協会の「日本野球聖地・名所150選日本野球聖地・名所150選」に選ばれた。

## 施設概要
- 両翼：100m、中堅：122m
- 内野：クレー舗装、外野：天然芝
- 照明設備：照明塔6基
- 収容人員：20,000人（内野：座席、外野：芝生）
- スコアボード：フルカラーLED
- 駐車場：800台（5箇所）

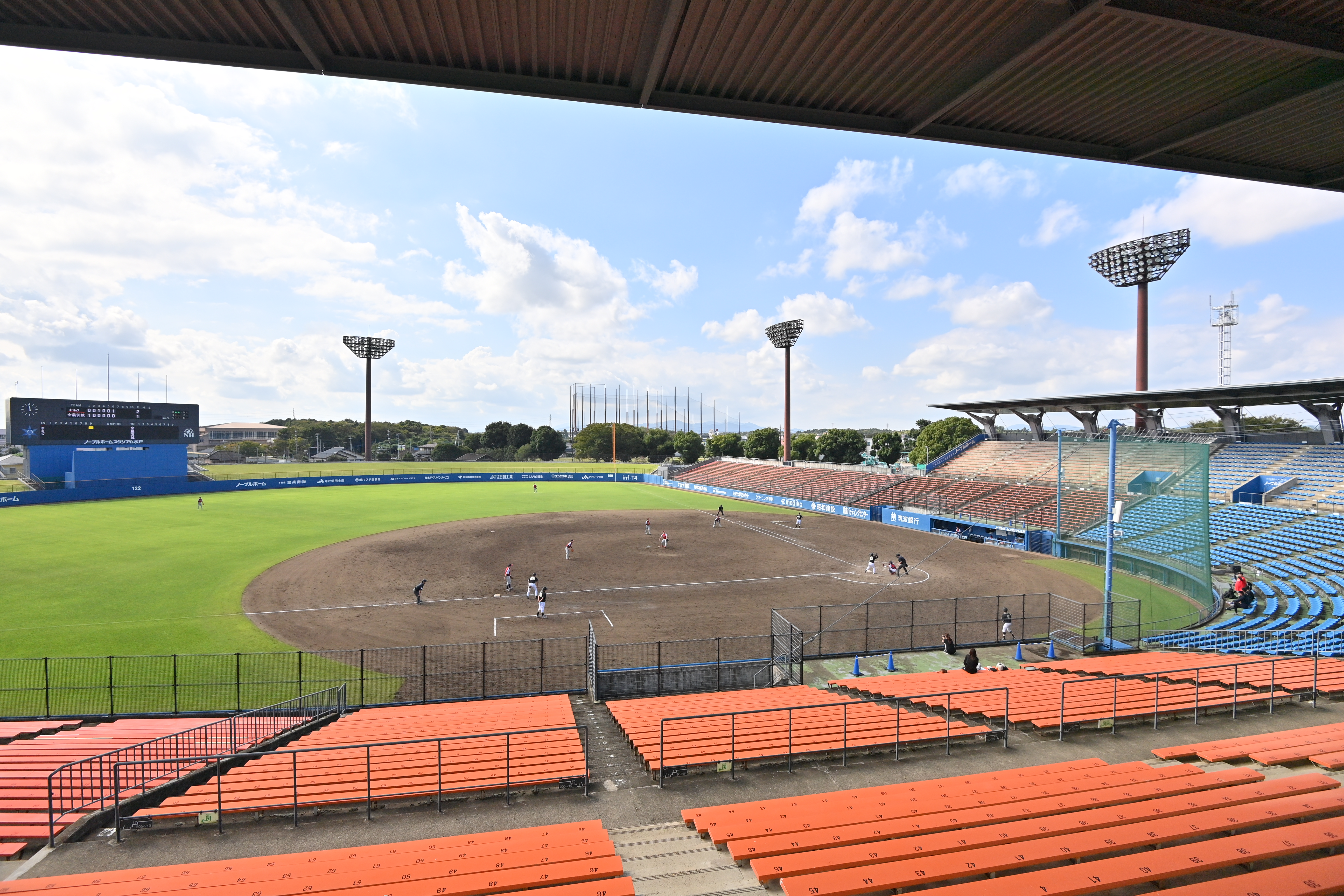
三塁側内野スタンド
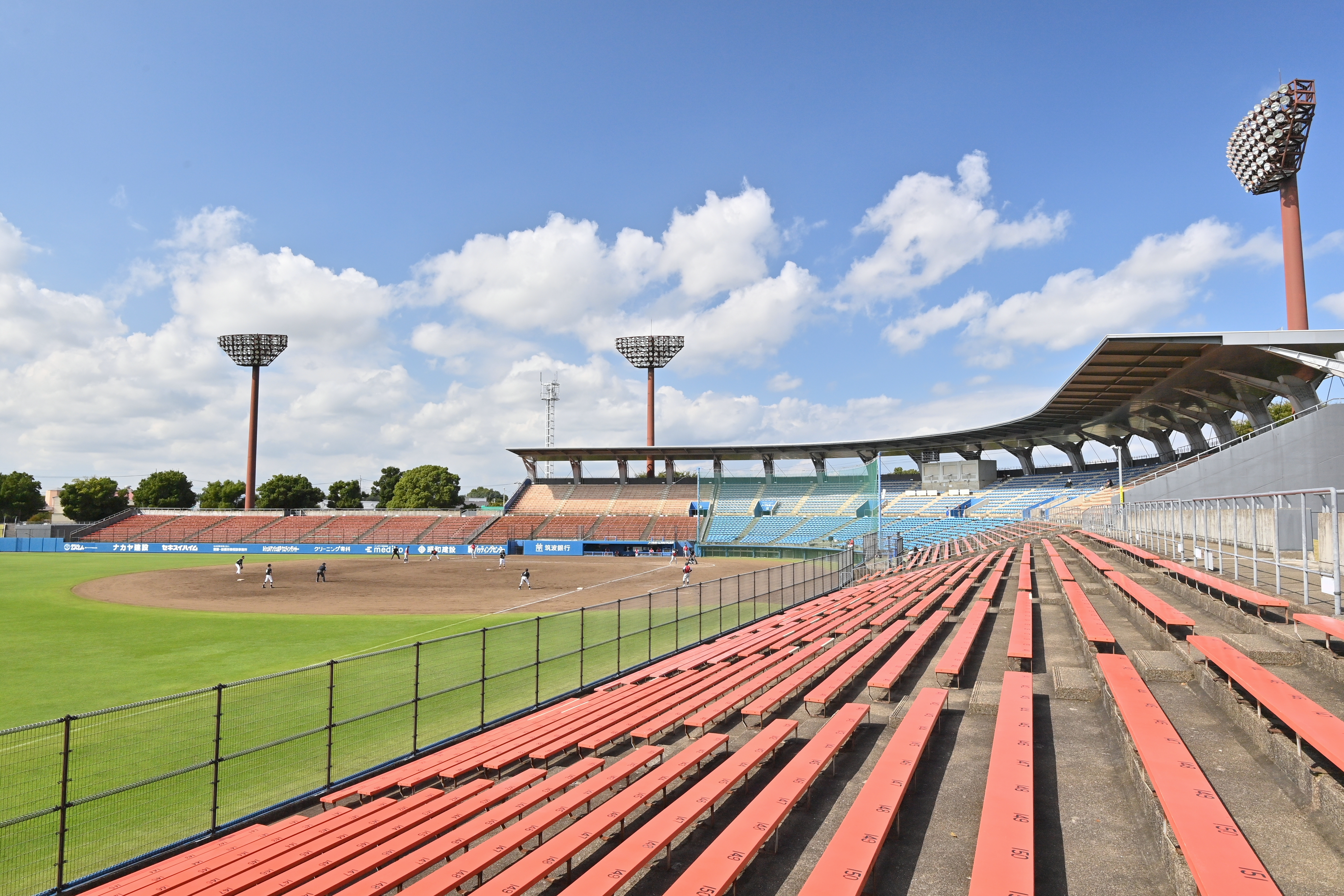
三塁側外野スタンド
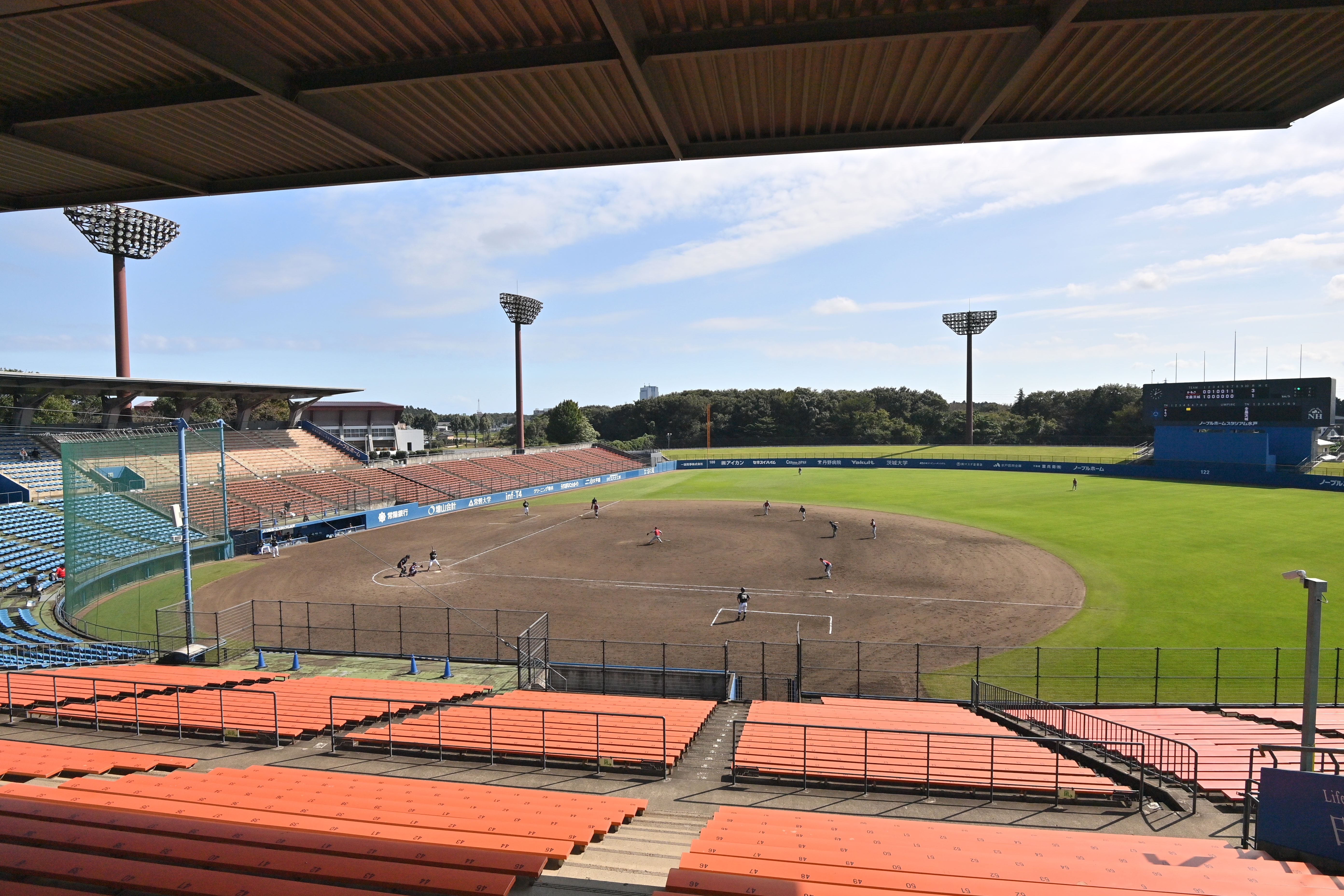
一塁側内野スタンド

## プロ野球公式戦開催実績
2018年終了時点で5試合が開催された。内訳はセ・リーグ1試合、パ・リーグ4試合。
- 1989年4月16日 横浜大洋ホエールズ 0-1 ヤクルトスワローズ
- 1989年9月2日 日本ハムファイターズ 6-8 福岡ダイエーホークス
- 1990年9月8日 日本ハムファイターズ 4-7 近鉄バファローズ
- 1991年6月1日 日本ハムファイターズ 1-2 近鉄バファローズ
- 1992年4月25日 日本ハムファイターズ 3-2 オリックス・ブルーウェーブ

## 交通
- 水戸駅北口4番のりばから茨城交通バス「（37）桜山・桜ノ牧高校経由 医療センター」行で「市民球場前」下車
- 国道50号、アナハイム通り沿い